# Sorø
Sorø este un oraș în Danemarca.